# Sistem enot MKS
Sistem enot MKS je metrični sistem merskih enot, ki vsebuje kot osnovne enote meter (oznaka m) za dolžino, kilogram (oznaka kg) za maso in sekundo (oznaka s) za čas. 
Sistem MKS je nasledil sistem enot CGS. Pozneje so mu dodali še enoto za merjenje električnega toka amper (oznaka A) in je tako nastal sistem enot MKSA, ki obsega tudi enote, povezane z elektromagnetizmom. 
Iz sistema enota MKSA so izpeljali mednarodni sistem enot s tem, da so mu dodali še tri enote (stopinjo kelvina za temperaturo, mol za množino snovi in kandelo za svetilnost). 